# Kopalnie króla Salomona (film 2004)
Kopalnie króla Salomona (ang. King Solomon's Mines) – dwuczęściowy telewizyjny film przygodowy z 2004 roku w reżyserii Steve'a Boyuma.

## Obsada
- Patrick Swayze (Allan Quatermain)
- Alison Doody (Elizabeth Maitland)
- Gavin Hood (Bruce McNabb)
- Nick Boraine (Iwan Flejekow, Ivan Fleekov)
- Hakeem Kae-Kazim (Twala)
- Langley Kirkwood (Sergiej, Sergei)
- Godfrey Lekala (Khiva)
- Mesia Gumede (Ventvogel)
- Morne Visser (Petre)
- John Standing (Doktor Sam Maitland)
- Ian Roberts (Sir Henry)
- Sidede Onyulo (Umbopa)
- Roy Marsden (Kapitan Good)
- Douglas Bristow (Bushell)
- Graham Hopkins (Austin)
- Anthony Fridjon (Brytyjski sędzia pokoju)
- Leseidi Magoathe (Gagool)
- David Sherwood (Earl Morris)
- Errol Balentine (Praytor)
- Keketso Semoko (Momma Tuussee)
- Danny Keogh (Barman)

i inni.

## Opis fabuły
Po przybyciu z Anglii do Kapsztadu Allan Quatermain (Patrick Swayze) w towarzystwie Elizabeth Maitland (Alison Doody) i kapitana Gooda wyrusza w głąb Afryki. Celem wyprawy jest odnalezienie profesora Samuela Maitlanda (John Standing), przetrzymywanego przez bezwzględnego króla Twala (Hakeem Kae-Kazim). Afrykańska podróż wywołuje u Allana bolesne wspomnienia, tam bowiem jego żona została rozszarpana przez broniącą małych lwicę. Teraz mężczyzna próbuje chronić nieświadomą zagrożenia Elizabeth. Wedle podań w kopalni znajduje się niezwykły kamień, a kto go posiądzie, będzie rządził całą Afryką.
Tymczasem ich tropem podążają Rosjanie, których przewodnikiem jest dawny kompan Allana, a teraz jego śmiertelny wróg, Bruce McNabb (Gavin Hood). Carski oficer i jego ludzie porywają Elizabeth i żądają od niej zwrotu mapy. McNabb domyśla się jednak, że mapę ma Quatermain. Przewodnik Rosjan knuje podstępną intrygę.